# Cap de la Muntanyeta
El Cap de la Muntanyeta és una muntanya de 2221 metres que es troba en el punt de trobada dels termes municipals de Baix Pallars (antic terme de Montcortès de Pallars), Soriguera (antic terme d'Estac) i Sort (antic terme d'Enviny, a la comarca del Pallars Sobirà.
Està situat a l'extrem nord-oest del terme de Soriguera, en el sector de l'antic terme d'Estac, a l'extrem de ponent del de Sort i a l'extrem nord-est del de Baix Pallars, en el punt de trobada de la Serramola i de la Serrabana. És al nord-nord-est del Bony d'Espinet i al sud de la Collada de les Forques i del Cap de Cabristà.